# Gersz Salwe
Georsz Salwe ou Georsz Salve (Varsóvia, 12 de dezembro de 1862 - Łódź, 15 de dezembro de 1920) também escrito Salve, foi um mestre de xadrez polonês.

## Biografia
Salwe nasceu em uma família judia em Varsóvia (então Império Russo). Ele era filho de Szlama Zalman.
Ele adquiriu conhecimento sobre xadrez muito cedo, mas começou a jogar xadrez apenas por volta dos 20 anos de idade. Em 1894, ele se estabeleceu em Łódź na Rua Nowocegielniana 10.
Em 1897, Salwe conquistou o 2º lugar no 1º Campeonato de Xadrez de Łódź. Em 1898, ele ganhou um campeonato de Łódź. Em 1903, ele alcançou o 4º lugar em Kiev (Torneio Masters da Rússia, 3º RUS-ch, Mikhail Chigorin venceu). Salwe atingiu o auge de sua carreira em 1906, quando venceu em São Petersburgo (Torneio Masters da Rússia, 4º RUS-ch), à frente de Benjamin Blumenfeld e Akiba Rubinstein . Em 1906, ele alcançou a 4ª posição em Łódź (Quadrangular). Em 1906, ele conquistou o 3º lugar em Łódź (Triangular). Em 1906, ele empatou em 6-7º em Nuremberg (15º Congresso DSB, Frank James Marshal ganhou). Em 1906, ele jogou no famoso 2º torneio em Ostend, onde conquistou o 3º (estágio I), 2º (estágio II), 2º-3º (estágio III), 4º (estágio IV), e empatou em 5-6 (estágio V final) etapa). O evento foi ganho por Carl Schlechter.
Em 1907, ele conquistou o 4º lugar em Łódź (Quadrangular). Em 1907, ele conquistou o 8º lugar em Ostend. Em 1907, ele ficou em 9º em Carlsbad (Rubinstein venceu). Em 1907/08, empatou em 3º-4º com Eugene Znosko-Borovsky , atrás de Rubinstein e Simon Alapin , em Łódź (All-Russian Masters 'Tournament, 5º RUS-ch). Em 1908, ele conquistou o 13º lugar em Viena. Em 1908, ele empatou em 7-9 em Praga. Em 1908, ficou em 2º lugar, atrás de Marshall, em Düsseldorf (16º Congresso DSB). Em 1908, ficou em 3º, atrás de Rubinstein e Marshall, em Łódź ( Triangular ). Em 1908, ele alcançou o 2º lugar, atrás de Alapin, em Varsóvia. Em 1909, ele empatou em 8-10 em Sankt Petersburg. O evento foi ganho por Emanuel Laskere Rubinstein. Em 1909, ele conquistou o 5º lugar em Vilna (Wilno, Vilnius). O evento (All-Russian Masters 'Tournament, 6th RUS-ch) foi vencido por Rubinstein. 
Em 1910, ele empatou em 11-14 em Hamburgo (17º Congresso DSB, Schlechter venceu). Em 1911, ele empatou em 17-18 em Carlsbad (Richard Teichmann venceu). Em 1911, empatou em 2º-3º com Alexander Flamberg, atrás de Rubinstein, em Varsóvia. Em 1912, ele conquistou o 3º lugar em Varsóvia. Em 1912, ele empatou em 9-11 em Bad Pistyan (Pieštany). Em 1912, ele ficou em 10º em Vilna (Torneio Masters da Rússia, 7º RUS-ch, Rubinstein venceu). Em 1912, ficou em 3º, atrás de Efim Bogoljubow e Flamberg, em Łódź. Em 1913, ele venceu em Łódź. Em 1914, ele venceu em Łódź. Em 1913/14, empatou em 10-11º em Sankt Petersburg (Torneio Masters da Rússia, 8º RUS-ch, venceram Alexander Alekhine e Aron Nimzowitsch). Durante Primeira Guerra Mundial, ele ficou em 2º em 1915, venceu em 1916 e em 2º, atrás de Rubinstein, em 1917 em Łódź.
Salwe jogou várias partidas em Łódź. Em 1903, ele empatou contra Rubinstein (+5 –5 = 0). Em 1904, ele perdeu para Rubinstein (+3 –5 +2). Em 1904, ele empatou com Chigorin (+1 –1 = 0). Em 1905, ele venceu uma partida contra Jacques Mieses (+2 –1 = 0). Em 1906, ele perdeu uma partida (RUS-ch) contra Chigorin (+5 –7 = 4). Em 1908, ele perdeu para Rubinstein (+1 –3 = 4). Em 1909, ele venceu uma partida contra Gersz Rotlewi (+8 –5 = 3). Em 1910, ele perdeu para Rotlewi (+1 –3 = 6). Em 1913, ele perdeu para Oldřich Duras (+0 –2 = 2). Em 1913, ele perdeu para Bogoljubow (+3 –5 = 2).
Salwe era o editor-chefe do jornal de xadrez em iídiche "Erste Yidishe Shahtsaytung" [Primeiro Jornal de Xadrez Judaico "(Łódź 1913-1914). O primeiro número foi lançado em outubro de 1913. A 1ª Guerra Mundial o encerrou.

Salwe foi sepultado no Cemitério Judaico em Łódź na Rua Bracka (lado esquerdo, seção N, tumba nº 1).